# 黄島区
黄島区（こうとう-く）は、中華人民共和国山東省青島市に位置する市轄区、また国家級青島西海岸新区として設置されていた。青島経済技術開発区を域内に有す。膠州湾入口の西側に位置し、東側の市南区と海を隔てて向かいあっている。
開発区は、1984年10月中が人民共和国国務院に批准し、1985年3月着工。1992年、青島市决定により、元黄島区と体制を合一した。現在の面積は274 km²。

## 行政区画
下部に14街道と8鎮を管轄する。
- 街道
  - 黄島街道、辛安街道、薛家島街道、長江路街道、霊珠山街道、紅石崖街道、膠南街道、珠海街道、隠珠街道、浜海街道、霊山衛街道、鉄山街道、王台街道、張家楼街道
- 鎮
  - 琅琊鎮、泊里鎮、大場鎮、大村鎮、六汪鎮、海青鎮、宝山鎮、蔵馬鎮

## 教育
- 中国石油大学（華東）

## 新設された海軍基地
黄島区内には新設された中国人民解放軍海軍の基地がある。建設は2009年頃から始まり、石油タンクに発送電施設や百年に一度の猛烈な台風にも耐えられる防波堤をはじめ、空母係留も可能とする大規模な海軍基地は4年がかりで完成し、中国海軍初の空母「遼寧」の母港となっている模様である。
北緯35度43分36秒 東経119度59分38秒 / 北緯35.726765度 東経119.993896度